# Берестовский, Сергей Михайлович
Сергей Михайлович Берестовский (род. 1 января 1986 года, г. Павлодар) — казахстанский фристайлист.

## Биография
Пришёл во фристайл из акробатики. Первыми серьёзными соревнованиями была Зимняя Азиада-2011 в Алматы.
На Олимпиаде-2014 в Сочи показал лишь 16-й результат в классификации.
Мастер спорта Республики Казахстан международного класса.